# Jánossomorja
Jánossomorja là một thành phố thuộc hạt Győr-Moson-Sopron, Hungary. Thành phố này có diện tích 148,97 km², dân số năm 2010 là 5911 người, mật độ 40 người/km².